# Dursun Ali Eğribaş
Dursun Ali Eğribaş (Rize, 1933 – Istanbul, agosto 2014) è stato un lottatore turco, specializzato nella lotta greco-romana.

## Palmarès

### Olimpiadi
- 1 medaglia:
  - 1 bronzo (Melbourne 1956 nei pesi mosca)